# Alessio Rovera
Alessio Rovera, né le 22 juin 1995 à Varèse en Italie, est un pilote automobile italien qui participe à des épreuves d'endurance aux mains de voitures de grand tourisme dans des championnats tels que l'European Le Mans Series, l'Asian Le Mans Series,  le Championnat du monde d'endurance ainsi que les 24 Heures du Mans,.

## Carrière

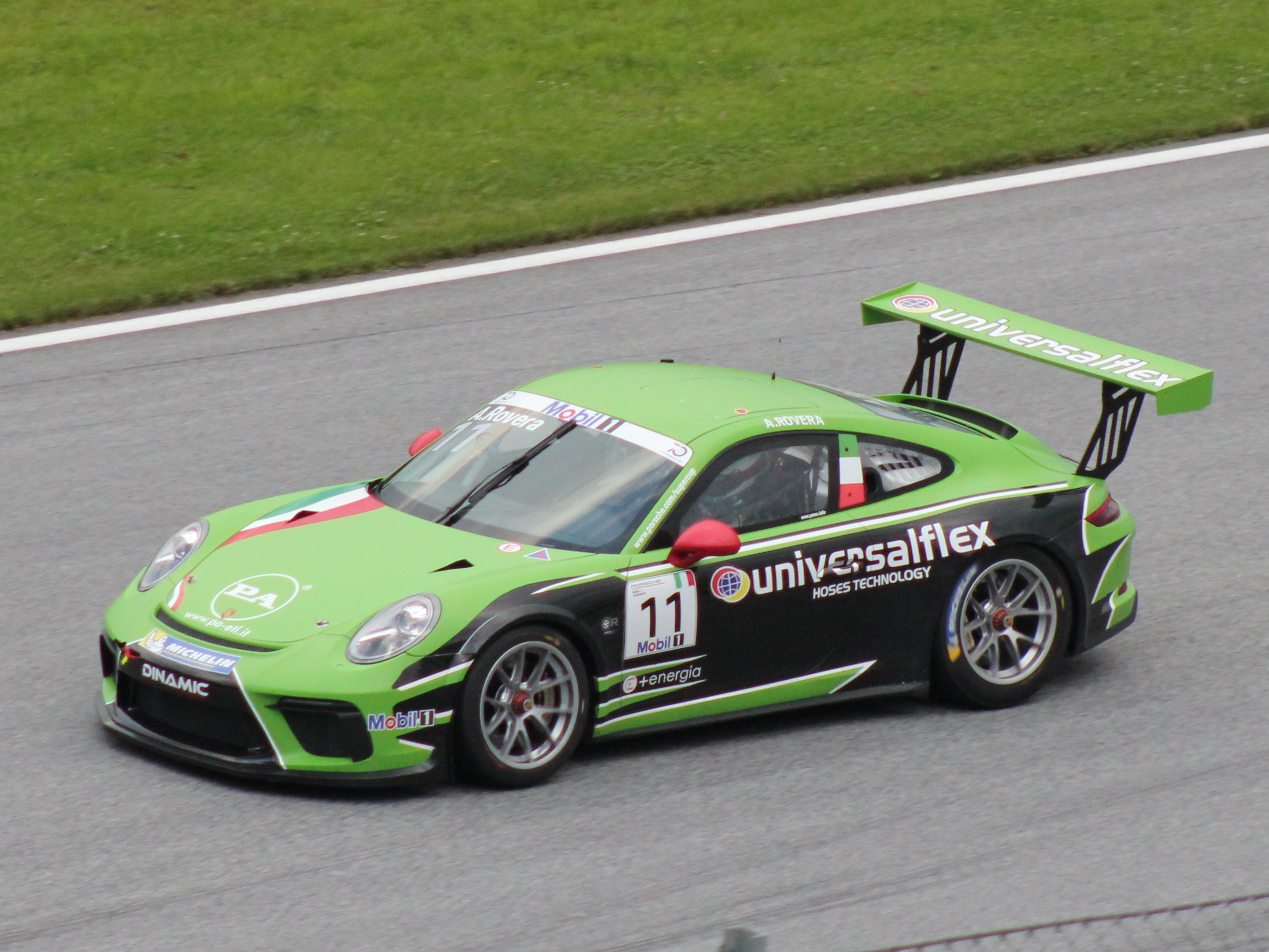
Alessio Rovera sur Porsche 911 GT3 lors de la Porsche Supercup à Spielberg en 2018.

En 2020, après avoir roulé en Porsche Carrera Cup France, en Porsche Carrera Cup Italie, en 24H Series, en Italian GT Championship (en) et en International GT Open, Alessio Rovera a eu l'occasion de participer à l'European Le Mans Series pour l'écurie italienne AF Corse dans la catégorie LMGTE pour la dernière manche de ce championnat, les 4 Heures de Portimão.
En 2021, fort de cette première collaboration avec AF Corse, il s'engagea de nouveau en European Le Mans Series, mais également en Championnat du monde d'endurance ,,,. Son écurie avait du malheureusement déclarer forfait pour la première course de la saison pour cause de pilotes positif au COvid-19 lors des 4 Heures de Barcelone mais à la suite de cela, il est monté sept fois sur le podium sur 8 courses dans les championnats auquel la Ferrari 488 GTE Evo de l'écurie AF Corse a participé en gagnant les 6 Heures de Spa-Francorchamps, les 4 Heures du Red Bull Ring, les 6 Heures de Monza, les 24 Heures du Mans et les 4 Heures de Spa-Francorchamps. Il agrémenta également sa saison en participant aux 24 Heures du Nürburgring, manche du GT World Challenge Europe au sein de l'écurie Iron Lynx, et aux 8 Heures d'Indianapolis, manche de l'Intercontinental GT Challenge au sein de l'écurie AF Corse, afin de pallier l'absence de David Rigon, blessé lors des précédents 24 Heures de Spa,.

## Palmarès

### Résultats aux24 Heures du Mans
| Année | Écurie   | Copilotes                        | Voiture             | Classe   | Tours | Pos. | Class Pos. |
| ----- | -------- | -------------------------------- | ------------------- | -------- | ----- | ---- | ---------- |
| 2021  | AF Corse | François Perrodo Nicklas Nielsen | Ferrari 488 GTE Evo | LMGTE Am | 340   | 25e  | 1re        |

### Résultats enChampionnat du monde d'endurance
| Année | Écurie   | Châssis             | Moteur                        | Classe   | 1     | 2      | 3     | 4     | 5   | 6   | Position | Points |
| ----- | -------- | ------------------- | ----------------------------- | -------- | ----- | ------ | ----- | ----- | --- | --- | -------- | ------ |
| 2021  | AF Corse | Ferrari 488 GTE Evo | Ferrari F154CB 3,9 L V8 Turbo | LMGTE Am | SPA 1 | POR 10 | MNZ 1 | LMS 1 | BHR | BHR | 1re*     | 102*   |

* Saison en cours.

### Résultats enEuropean Le Mans Series
| Année | Écurie   | Châssis             | Moteur                        | Classe | 1   | 2     | 3     | 4     | 5     | 6   | Position | Points |
| ----- | -------- | ------------------- | ----------------------------- | ------ | --- | ----- | ----- | ----- | ----- | --- | -------- | ------ |
| 2020  | AF Corse | Ferrari 488 GTE Evo | Ferrari F154CB 3,9 L V8 Turbo | LMGTE  | LEC | SPA   | LEC   | MON   | POR 8 |     |          | 0      |
| 2021  | AF Corse | Ferrari 488 GTE Evo | Ferrari F154CB 3,9 L V8 Turbo | LMGTE  | BAR | RBR 1 | LEC 3 | MON 3 | SPA 1 | POR | 2e*      | 81*    |

* Saison en cours.

### Résultats enAsian Le Mans Series
| Année | Écurie         | Châssis         | Moteur                        | Classe | 1     | 2      | 3     | 4        | Position | Points |
| ----- | -------------- | --------------- | ----------------------------- | ------ | ----- | ------ | ----- | -------- | -------- | ------ |
| 2021  | Formula Racing | Ferrari 488 GT3 | Ferrari F154CB 3,9 L V8 Turbo | LMP3   | DUB 6 | DUB 16 | ABU 3 | ABU Abd. | 10e      | 23.5   |